# Waikaia (rivière)
La rivière Waikaia  (en anglais : Waikaia River) est un cours d’eau du Southland dans l’Île du Sud  de la Nouvelle-Zélande.

## Géographie
C’est un affluent du fleuve Mataura.
La rivière Waikaia est une rivière de longueur modeste qui prend naissance dans un marais et une terre à tussock dans les Umbrella Mountains à l’est de la source de la rivière  Pomahaka River. Elle s’écoule ensuite vers le sud sur 50 kilomètres à travers un pays de collines abruptes couvertes de garrigue puis à travers une zone de fermes jusqu’à ce qu’elle rejoigne la rivière Mataura au niveau de Riversdale.
Ses affluents comprennent les rivières  ‘Gow Burn’, ‘Steeple Burn’, ‘Dome Burn’, ‘Winding Creek’ et ‘Argyle Burn’ avec les rivières ‘Dome Burn’ et ‘Steeple Burn’ étant des torrents à  truites brunes glissant au sein du système de la rivière Mataura, regardée comme un terrain de pèche de la truite brune du fait de la haute qualité de l’eau dans son cours inférieur, elle s’est nettement dégradée au début du XXIe siècle du fait de la conversion de la plupart des terres agricoles environnantes en fermes d’élevage laitier intensif.